# مارشال غانتس
مارشال غانتس (بالإنجليزية: Marshall Ganz)‏ هو عالم اجتماع أمريكي، ولد في 14 مارس 1943 في باي سيتي في الولايات المتحدة.